# Snapszer

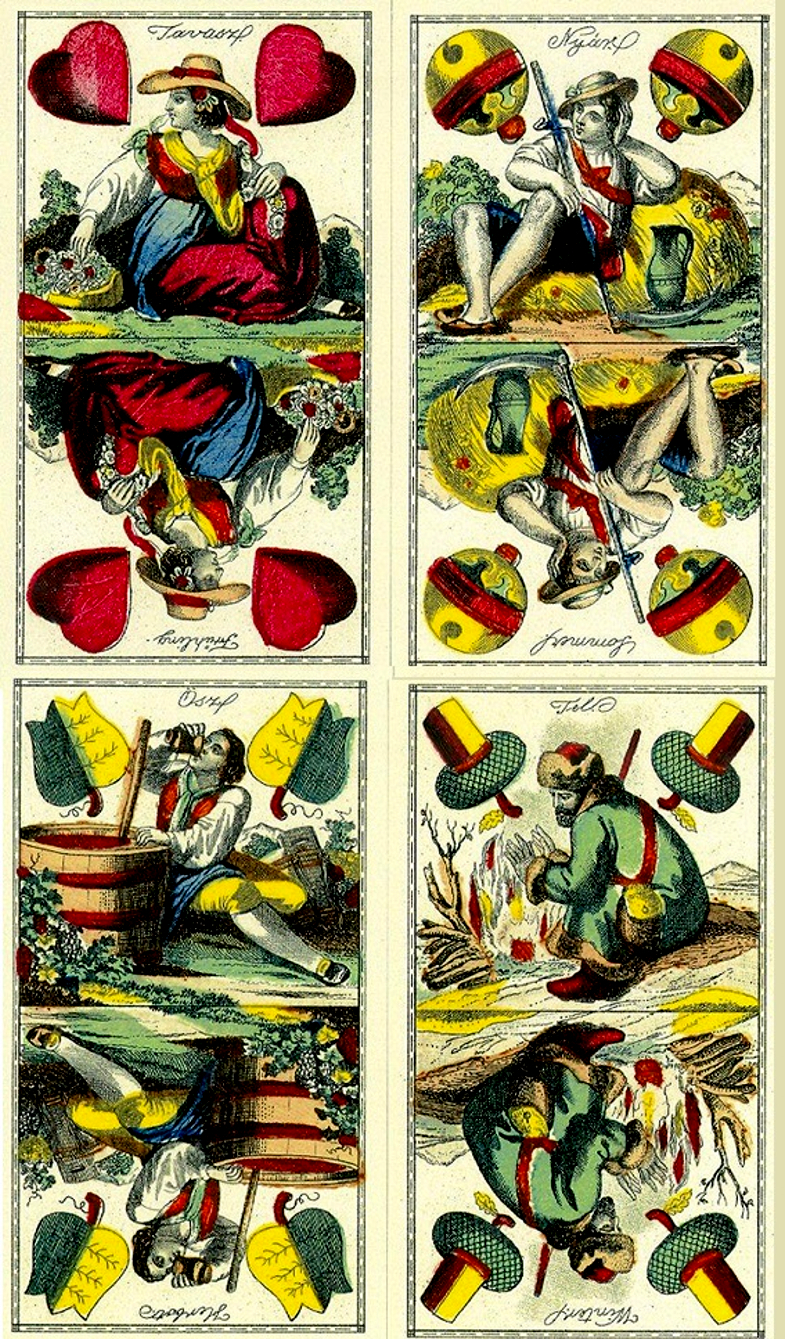
A magyar kártya négy ásza

A snapszer, más néven snapszli vagy hatvanhat népszerű, viszonylag bonyolult kártyajáték. Magyar kártyával vagy francia kártyával játszhatja 2-4 játékos. A játék célja legalább 66 pont elérése bemondásokból és ütésekből. A rablóultihoz hasonlóan tétben is játszható. 

## Pontok

### A lapok pontértékei
- Ász: 11,
- Tízes: 10,
- Király: 4,
- Felső: 3,
- Alsó: 2,
- Kilences, nyolcas, hetes: értéktelenek, de a nyert játszmák számát jelezhetik.

### Bemondások
Csak az éppen soron következő játékosnak van lehetősége bemondásra. 

#### Húsz és negyven
Az egy kézben lévő azonos színű király és felső 20-at, ha az adu színéből van, 40 pontot ér – de a végelszámolásnál csak akkor számít be a pont, ha ütés is van mellette a játék során. Ha kettő is van kézben, csak egy mondható be. A bemondott húsz vagy negyven után ki kell hívni a királyt vagy a felsőt. Összesen elvileg 100 pontot lehet bemondani.

#### Snapszer
A játék nevét adó snapszert az osztás után azonnal, az első körben lehet bemondani, a vállalás 66 pont elérése úgy, hogy az ellenfél egyet sem üt. 2-es játék esetén mindkét fél bemondhatja a snapszert, 3-as játéknál csak a hívó, és a 4-es játék esetén pedig a hívó és a meghívott fél.

## Játékmenet 2 játékosnál (húzós verzió)

### Osztás
Ha ketten játszanak, ki kell venni a 7, 8, 9-es lapokat. De ha a 9-es bent is marad – bár az 0-t ér –, egy aduval (ütőkártyával) több lesz. 
Az osztó 3-3 lapot ad, egyet felüt, ennek színe az adu, majd még 2-2 lapot oszt. A maradék lapokat lefelé fordítva („csukva”) a felütött adura helyezi, úgy hogy az adu kilátszik.

### Ütések
Minden ütés után előbb az ütést hazavivő húz, és ő is játszik ki (először az osztó partnere hív). Amíg a talonban lap van, a színre szín adása és a felülütés nem kötelező; ha a talon elfogyott, igen, és ha nincs szín, adut kell rakni („adukényszer” van). Ha adu sincs kézben, bármi dobható. Ütésekből elvileg összesen 120 pont érhető el.

### Talon – cserélés, takarás
A soron következő játékos a talon alján levő adut az adu alsóval kicserélheti.
Ha valaki soron következik, és úgy ítéli, hogy kézből is elér 66 pontot, letakarja a talont a felütött aduval („betakar”), innentől senki sem vehet lapot, a takaró adut sem lehet kicserélni.
A cserélés és a betakarás csak akkor történhet meg, legalább 3 lap van még a talonban az adu felett.

### A játék vége
Az ütések, bemondások pontértékét nem lehet papíron írni, fejben kell számolni. Aki eléri a 66-ot, „Kész!” vagy „Elég!” bemondással befejezi a játékot. Ha ezt elmulasztaná, és a másik fél is eléri a 66 pontot, ő is bemondhatja, hogy elege van, és megnyerheti a játékot. Ha senkinek sincs, az utolsó ütés győz.

## Pontozás
- Játszmanyerés                                         1
  - ha az ellenfél nem érte el a 33 pontot („maccs”)      2
  - ha az ellenfél nem ütött („csendes snapszer”)         3
  - ha az, aki takart, nem éri el a 66-ot, az ellenfélnek 1
  - snapszer (ha megbukott, az ellenfélnek)               6

Mind a játékot, mind a snapszer bemondást kontrázni lehet, ilyenkor a pontértékek felszorzódnak.
7 egység elérése rádlit (bunkót) jelent, ezután új játék következik.

## Szabályok 4 játékos esetén

### Osztás
Ha négyen játszanak, csak a 7 és 8 lapokat veszik ki. A 9-es 0 pontot ér.
Két részletben 6 (3-3) lapot osztanak, talon nincs. Amennyiben keverés után nincs emelés, csak "koppintás" (A kártyákat nem emelik el, csak egy kis ütéssel - "koppintással" - jelez az emelő.) a lapokat egyszerre osztjuk le, minden félnek 6 lapot, de a hívó fél ebben az esetben is csak az első 3 lapból hív.

### A játék menete
Az, aki először kap lapot, első három lapja után megnevez egy lapot; ennek színe az adu, és az a partnere, akinek a hívott lap a kezében van. (Meghívhatja önmagát is, azt remélve, hogy megkapja a lapot a második osztásfordulóban, vagy az addig kiosztott lapok egyikével.) Az, hogy kik a partnerek, nem közölhető.
Ha egy játékos rossz lapot tesz (renonc) a másik csapat győz.
A snapszer kézből vagy az első kijátszás után is bemondható a hívó, vagy a meghívott fél által.
Kontrázni az ellenfélnek van lehetősége, ilyenkor a játék végén a nyertes fél/felek dupla pontot írhatnak. A hívó fél illetve partnere a kontra bemondása után rekontrát mondhat, melyre az ellenfél szubkontrázhat. Minden esetben tovább kétszereződik a pontszám.
A hívó indul. A 66 elérésétől függetlenül addig kell játszani, amíg a meghívott lap ki nem jön. Ha a hívó saját ütéseivel és bemondásaival elér 66-ot anélkül, hogy a lap kijött volna, egyedül számolhat, partnere nem kap pontot. Ha a lap már kijött, az ellenpár is befejezheti 66-tal. Mivel talon nincs, színre szín vagy adu és felülütés kötelező. A partnerek „együtt sírnak, együtt nevetnek”, azaz együtt számolják a pontjaikat, de együtt is veszíthetnek.
Ha valaki elérte a 24 pontot, a többi játékos a hármas játék szabályai szerint játszhat tovább; ezután a kettes szerint, melyet kétféleképpen is lehet játszani. Az egyik a normál szabályok szerinti, a másik pedig egy rövidebb végjáték, melynél az addig elért pontszámok már nem számítanak, a játék végén az egyik fél megkapja a bunkót. Ennek a játéknak a menete: A játékosok fejenként 8 (4-4) lapból játszanak, a maradék 8 lapot félre kell tenni. Az egyik fél az első 4 lapjából színt hív, ez lesz az adu. Ha az ellenfelének nincsen aduja, lapjait kicserélheti a félretett 8 másik lapra. A játékot a hívó fél kezdi, a kártyákat nem veszik fel, a lapok összegeit nem számolják össze, nincs bemondás sem. A felülütés szabálya érvényes, színre színt kell tenni és mindig az teszi a következő lapot, aki felülütötte a másik lapját. A játék az utolsó ütésig tart. A vesztes megkapja a bunkót.

## Szabályok 3 játékos esetén
A játékmenet eltérései a négyes játékhoz képest: két részletben 8 (4-4) lapot osztanak, a hívó első négy lapjából csak színt hív, ez az adu. A másik kettő ellen a hívó egyedül játszik.
Snapszert csak a hívó fél mondhat be kézből vagy az első kijátszásnál.
Bedobás: Amennyiben a hívó fél kezében nincsen Ász, lapjait bedobhatja. Ebben az esetben az ellenfél 2 pontot kap. Ha lapjait úgy dobja be, hogy van Ász a kezében, akkor az ellenfél 4 pontot tudhat magáénak. A lapok bedobására a kijátszás előtt van lehetőség. Sárvári snapszer szabályok nem érnek.

## Külső hivatkozások
- A Magyar Snapszer Szövetség honlapja
- „Soproni változat” három játékos esetén
- Snapszer - snapszli, hatvanhat
- a magyarhoz igen hasonló osztrák változat leírása (angolul):
  - Schnapsen – két játékossal
  - Talon-Schnapsen és Bauernschnapsen – három/négy játékossal

- Snapszer.lap.hu - linkgyűjtemény
- Online snapszer kártyajáték
- Snapszer szabályok